# Elwro (komputer)
Elwro – oznaczenie serii komputerów osobistych, których opracowanie i produkcja prowadzona była w latach osiemdziesiątych oraz na początku lat dziewięćdziesiątych XX wieku przez Wrocławskie Zakłady Elektroniczne Mera-Elwro z Wrocławia. Oznaczenie takie stosowane było w połączeniu z odpowiednim symbolem liczbowym (ewentualnie także z pewnymi rozszerzeniami), zarówno jako nazwa własna dla poszczególnych serii (rodzin) projektowanych i produkowanych komputerów, jak i dla poszczególnych konkretnych modeli w ramach wybranej serii.
| seria     | modele                  | modele                                                       | opracowany przez                                             | opracowano | produkcja | produkcja | foto |
| seria     | modele                  | modele                                                       | opracowany przez                                             | opracowano | od        | do        | foto |
| --------- | ----------------------- | ------------------------------------------------------------ | ------------------------------------------------------------ | ---------- | --------- | --------- | ---- |
| Elwro 500 | - Elwro 513 - Elwro 523 | - Elwro 513 - Elwro 523                                      | Elwro przy współpracy ze Stowarzyszeniem Księgowych w Polsce | b.d.       | 1985      | b.d.      |      |
| Elwro 500 | - Elwro 533             | - Elwro 533                                                  | Elwro (koncepcja)                                            | ---        | ---       | ---       |      |
| Elwro 600 | Elwro 600               | Elwro 600                                                    | Elwro                                                        | b.d.       | b.d.      | b.d.      |      |
| Elwro 700 | Elwro 700 Solum         | Elwro 700 Solum                                              | Elwro                                                        | 1985       | ---       | ---       |      |
| Elwro 800 | Elwro 800               | Elwro 800                                                    | Elwro                                                        | 1985       | ---       | ---       |      |
| Elwro 800 | Elwro 800 Junior        | - Elwro 800 Junior - Elwro 800-2 Junior - Elwro 800-3 Junior | Uniwersytet Poznański Instytut Automatyki                    | 1985       | 1986      | 1991      |      |
| Elwro 800 | Elwro 800 Junior        | - Elwro 804 Junior PC                                        | Elwro (na bazie Elwro 800 Junior)                            | b.d.       | 1990      | 1991      |      |
| Elwro 800 | Elwro 801AT             | Elwro 801AT                                                  | Elwro                                                        | 1987       | 1988      | b.d.      |      |

Oznaczenia produktów utworzone według powyższego schematu stosowane były także dla innych urządzeń produkowanych przez Elwro, między innymi dla kalkulatorów, np. Elwro 180, Elwro 440, Elwro 481 Lolek i inne. Natomiast szereg innych produktów Elwro, w tym komputerów, posiadało inne, specyficzne nazwy, np. Odra 1300, R-32 i inne.